# Transavia

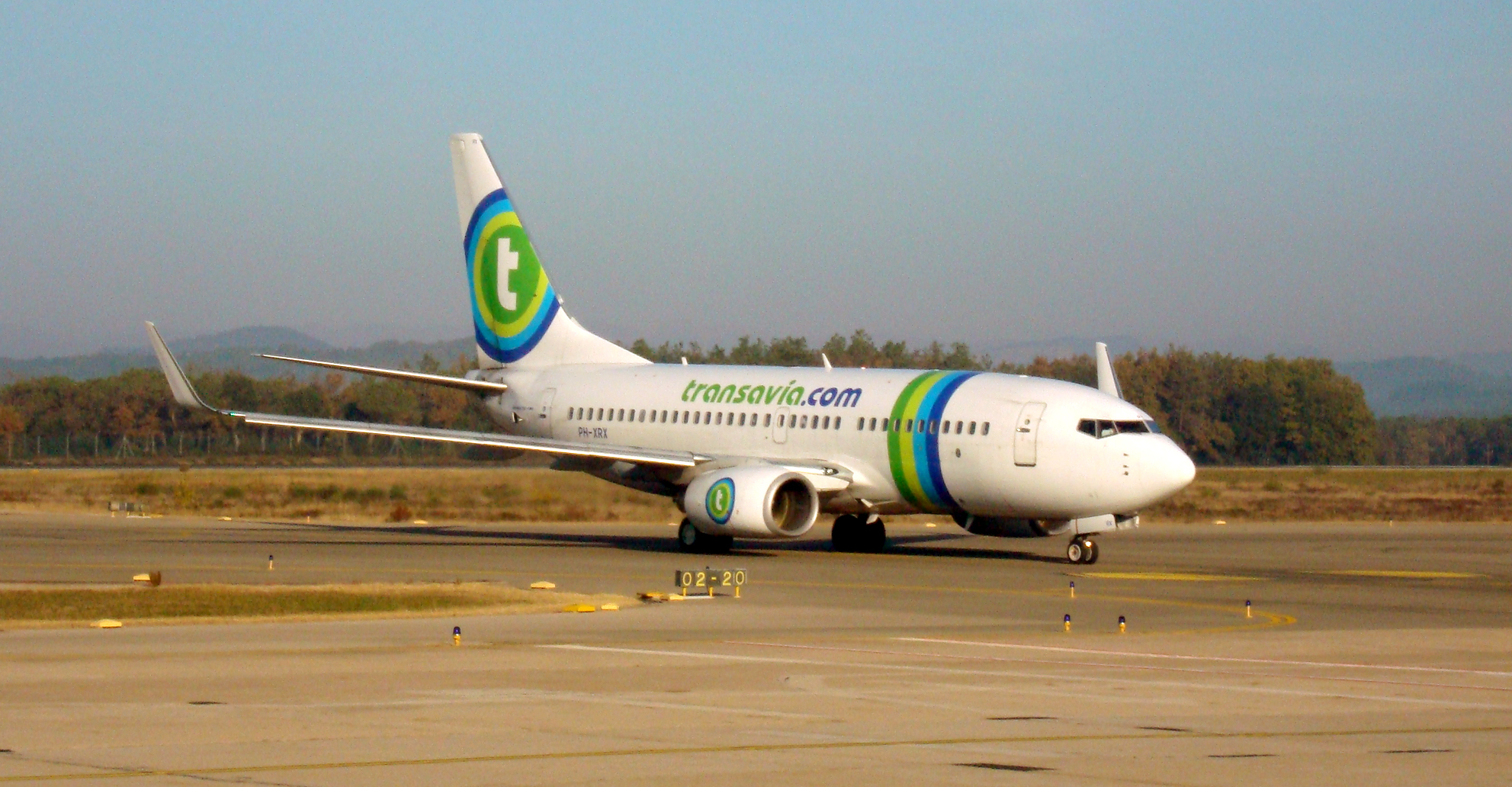
Avió de Transavia a l'aeroport de Girona.

Transavia és una companyia aèria neerlandesa de baix cost que ofereix vols des de Rotterdam a l'Aeroport de Girona i Alacant i des d'Amsterdam (Schiphol) a Barcelona, Palma, València i Alacant.
El 2015 la Plataforma per la Llengua va denunciar que Transavia, juntament amb altres companyies, ignorava i menyspreava el català tot i volar a territoris de parla catalana.